# Neue Denkschriften der Allgemeinen Schweizerischen Gesellschaft für die gesammten Naturwissenschaften
Neue Denkschriften der Allgemeinen Schweizerischen Gesellschaft für die gesammten Naturwissenschaften (abreviado Neue Denkschr. Allg. Schweiz. Ges. Gesammten Naturwiss.) fue una revista científica con ilustraciones y descripciones botánicas que fue publicada en Suiza publicándose 40 números desde 1837 hasta 1906, con el nombre de Neue Denkschriften der Allgemeinen Schweizerischen Gesellschaft für die gesammten Naturwissenschaften. Nouveaux Mémoires de la Société Helvetique des Sciences Naturelles. Fue reemplazada por Neue Denkschriften der Schweizerischen Naturforschenden Gesellschaft.